# Tekovské Nemce
Tekovské Nemce jsou obec na Slovensku v okrese Zlaté Moravce. Žije v ní přibližně 1 000 obyvatel.

## Historie
První písemná zmínka o vesnici pochází z roku 1265 či 1275, kdy byla ves uvedena pod názvem Nempty. Později byly použity tvary názvu: Nimthi (1276), Nemcze (1773), Tekovské Nemce (1948). Vesnice patřila místním zemanům a opatství Hronský Beňadik. V roce 1291 se část vesnice stala majetkem ostřihomské kapituly a celá se do jejího vlastnictví dostala v roce 1387. Roku 1573 vesnice vyplenili Turci. Od roku 1776 vesnice patřila banskobystrickému biskupství. Obyvatelé se tradičně živili zemědělstvím. V první polovině 20. století bylo známé zdejší dřevořezbářství a výroba houslí.

## Přírodní poměry
Tekovské Nemce leží na přechodu Pohronské pahorkatiny a Pohronského Inovce v nadmořské výšce 246 metrů. Podkladem v pahorkatinné části jsou vápnité jíly a písky, v severní části jsou strmé svahy Inovce tvořeny převážně andezitem. Půdy jsou převážně hnědé lesní a hnědozem. Část katastru je pokryta převážně listnatým lesem (duby, buky, javory). Severně od vesnice leží přírodní památka Veľký Inovec.

## Pamětihodnosti
- Barokní římskokatolický kostel z 18. století, stojící na místě staršího gotického kostela
- Klasicistní kaple z první poloviny 19. století
- Trojiční sloup z roku 1875, lidová práce